# Hoverkraft
Lebdilnik, vozilo na zračno blazino ali hoverkraft je amfibijsko vozilo, ki se giblje na zračni blazini. Okrog plovila je gumijasto tesnilo, ki preprečuje izhajanje zraka. Tega pod vozilo vpihujejo močni ventilatorji. Ker vozilo lebdi nad površino, se giblje skoraj brez upora in doseže znatno višje hitrosti kot druga vozila. Lebdilnik je 1959 izumil britanski inženir Christopher Cockerell. Lahko potuje tudi nad gladkimi tlemi, posebno primeren pa je za močvirja. Nenadomestljiv je na obalah s peščenimi plažami, kjer ni urejenih pristanišč in kjer druge ladje ne morejo pristati.

## Delovanje
Lebdilnik sestavljajo ogrodje, na katerega so pritrjeni sestavni deli, pogon, ki je lahko ločen za potiskanje in za lebdenje vozila, letalski vijak, ki ustvarja potisni in dvižni zračni tok - po navadi je za zagotavljanje dvižnega zračnega toka posebno pri večjih plovilih ločeno puhalo - in krilo, ki zadržuje nadtlak med plovilom in podlago.